# Ørnens øje
Ørnens øje er en dansk spillefilm fra 1997, der er instrueret af Peter Flinth. Manuskriptet er skrevet af Nikolaj Scherfig efter en historie af Bjarne O. Henriksen.

## Handling
Filmen foregår i 1200-tallets i Danmark, og handler om kongesønnen Valdemar på 12 år (Valdemar den Unge). Hans far, Valdemar Sejr lærer ham at kæmpe, men ud over at lære at kæmpe med kroppen, må han også lære at bruge hovedet, så derfor bliver han sendt til Ravnsborg, da kongen drager i krig.
På Ravnsborg bor biskoppen Eskil, der ikke bryder sig om at være lærer for Valdemar, og Valdemar bryder sig heller ikke om at være på Ravnsborg, så han flygter, og får hjælp af en køkkendreng ved navn Aske.
De to bliver venner, og en dag ude i skoven ser de nogle af stormændene på egnen mødes for at planlægge et oprør mod kongen. Mellem dem er der en enøjet mand med sin ørn, men da de flygter, taber Valdemar et kors, som han har fået af sin far, så nu ved mændene at Valdemar har hørt dem. Han tager af sted for at advare sin far, og Aske tager med.
Pludselig kommer kongen uventet tilbage til Ravnsborg, men Eskil når at få kongens mænd i baghold, og tager kongen til fange, men det lykkes Valdemar og Aske at befri kongen og få straffet biskop Eskil.

## Medvirkende
- Nijas Ørnbak-Fjeldmose – Valdemar
- Lasse Baunkilde – Aske
- Maj Bockhahn Bjerregaard - Signe.
- Lars Lohmann - Kongen
- Björn Granath - Biskop Eskil
- Bjørn Floberg - Thorsten Vinge, kaldet Den enøjede
- Torbjørn Hummel - Grev Albert
- Kristian Halken - Gert Fredløs
- Rasmus Haxen - Morten Trefinger
- Baard Owe - Broder Sune
- Hardy Rafn - Broder Grammaticus
- Asger Reher - Mikkelsen
- Folmer Rubæk - Stormand
- Steen Stig Lommer - Stormand
- Lasse Lunderskov - Kusken
- Lars Knutzon - Køkkenmester
- Gyrd Løfqvist - Borgvagt
- Hugo Øster Bendtsen - Borgvagt
- Frank Lundsgaard Gundersen - Borgvagt
- Peter Rygaard - Bondetamp
- Lise Schrøder - Sildekone
- Benny Hansen - Fangevogter
- Jens Basse Dam - Væbner
- Claus Gerving - Kongesoldat
- Kim Jansson - Stridsmand
- Jacque Lauritsen - Munk
- Frans Kannik - Munk
- Niels Henrik Sørensen - Munk
- Ole Ernst - Fortæller
- Erik Wedersøe - Den enøjedes stemme

## Produktion
Filmen blev optaget ved Asserbo Slotsruin i Nordsjælland, Eilean Donan Castle i Skotland, og Tisvilde Strand ved Tisvildeleje.

## Hæder
Filmen modtog fem priser ved Robert-uddelingen i 1998.
- Robert for årets kostumier (Manon Rasmussen)
- Robert for årets klipper (Morten Giese)
- Robert for årets sminkør (Elisabeth Bukkehave)
- Robert for årets manuskript (Nikolaj Scherfig)
- Robert for årets lyd (Morten Degnbol og Stig Sparre-Ulrich)